# Bitwa pod Salaminą

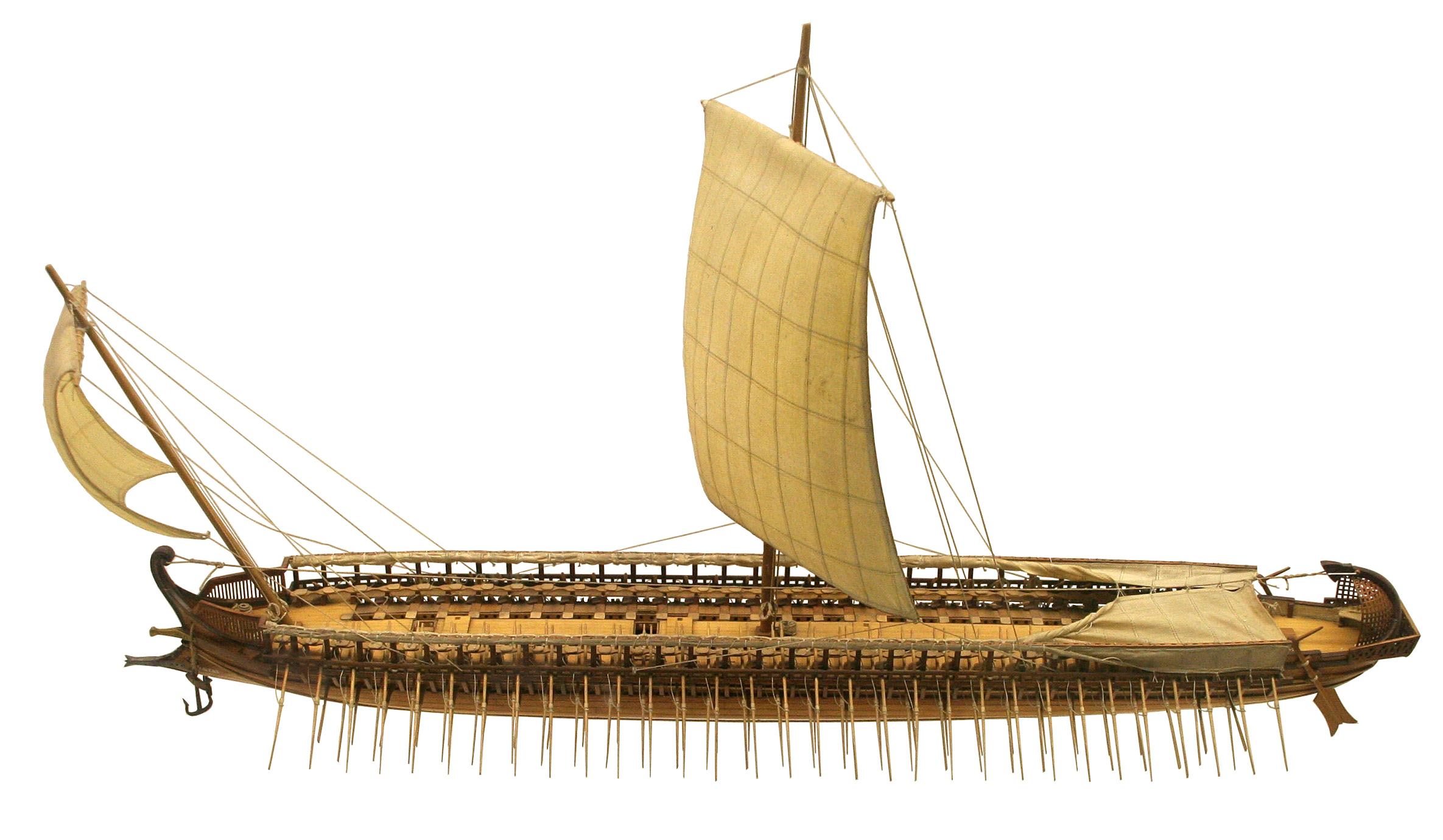
Model greckiej triery epoki klasycznej

Bitwa pod Salaminą rozegrała się w wąskiej cieśninie pomiędzy wyspą Salamina (gr. Salamis), a wybrzeżem Aten w Zatoce Sarońskiej niedaleko Aten, 28 września 480 roku p.n.e. między flotami grecką i perską, w czasie wojen perskich. Zwycięstwo o ponad połowę mniejszej liczebnie floty greckiej nad perską, zadecydowało o dalszych losach wojny. Bitwa ta jest uważana za jedną z tych, które zmieniły bieg historii.

## Przygotowania
Po porażce pod Termopilami, wobec zbliżającej się do miasta armii perskiej, Ateńczycy opuścili miasto, wkrótce zajęte przez Persów. Flota grecka, licząca 378 jednostek, po wycofaniu się spod Artemizjonu schroniła się w Zatoce Eleuzyjskiej. Miejsce to było – zdaniem obradujących na Istmie członków Kongresu Hellenów – odpowiednie jako morska osłona Koryntu, ponadto bezpieczne, bowiem łączące ją z Zatoką Sarońską cieśniny (Megarska na północnym zachodzie i Salamińska na południowym wschodzie) są wąskie i kręte. Jeden z dziesięciu strategów ateńskich, Temistokles (jedyny Ateńczyk na Kongresie), uważał, że wąska Cieśnina Salamińska, z jej kapryśnymi wiatrami i przeciwnymi prądami oraz niebezpiecznymi dla drewnianych kadłubów podwodnymi skałami ułatwi obronę, a nawet – być może – pozwoli odnieść zwycięstwo. Pomogła mu w tym Wyrocznia Delficka, która – zapytana o wynik wojny – zaleciła Ateńczykom, by ufali w siłę ich „drewnianych murów”.
Flota perska w sile około 800 okrętów podeszła do Faleronu (ówczesnego portu Aten) w połowie września, ale zwlekała z atakiem, oczekując na przybycie „Króla królów” Kserksesa I. Gdy ten wreszcie przybył, kilkakrotnie próbował wywabić Greków z cieśniny, ale bezskutecznie. Floty stanęły naprzeciw siebie, a tymczasem Persowie przystąpili do palenia Aten. Gdy na okrętach greckich dostrzeżono dymy pożarów oraz kolumny piechoty perskiej maszerujące nadbrzeżnym traktem w stronę Megary, w szeregach zwartej dotąd koalicji zaczęły się szemrania. Wykorzystał ten moment Temistokles, który wysłał na stronę perską swego niewolnika Sikinnosa z wiadomością dla króla Kserksesa, że wśród Hellenów panuje niezgoda i że część eskadry ma zamiar, pod osłoną nocy, wymknąć się z pułapki i odpłynąć w stronę Koryntu.
To przyspieszyło decyzję Kserksesa, który postanowił zniszczyć „skłóconych” przeciwników nagłym atakiem o świcie 28 września. Decyzję tę poparł cały sztab morski Kserksesa z wyjątkiem Artemizji, królowej Halikarnasu, obawiającej się podstępu ze strony Greków. Okręty perskie opuściły swe pozycje pod Faleronem w ciemnościach nocy. Pragnąc za wszelką cenę zaskoczyć Greków, poruszały się bezszelestnie – nawet pióra wioseł poowijano szmatami, by nie wydawały najmniejszego hałasu. Nieco wcześniej, na brzegu wysepki Psyttaleja, leżącej pośrodku wejścia do zatoki, wysadzono oddział uzbrojonej w łuki piechoty, zaś przesmyk między Salaminą a Megarą zablokowano 200 okrętami eskadry egipskiej, mającymi wyłapywać uciekające greckie triery. Tymczasem jeden z jońskich okrętów opuścił nocą swych perskich „sprzymierzeńców”, donosząc Grekom o zamierzeniach „Króla królów”. Natychmiast ogłoszono alarm, zaczęto ładować na pokłady ciężkozbrojnych hoplitów, a eskadra koryncka (70 okrętów) odpłynęła na północ, by zablokować cieśninę prowadzącą z Zatoki Eleuzyjskiej na zachód.

## Przebieg bitwy
Temistokles był głównym strategiem floty greckiej, ale musiał uznać – przynajmniej nominalnie – przywództwo Spartiaty Eurybiadesa, chociaż Ateny miały 180 okrętów, a Sparta tylko 16. W nocy na Salaminę przybył Ateńczyk Arystydes, dawny przeciwnik polityczny Temistoklesa, który potwierdził wiadomości o ruchu floty perskiej i w pełni poparł plan ateńskiego stratega.
Podstawowy manewr w ataku – taranowanie – wymagał takiego ustawienia w czasie bitwy, które skłoniłoby przeciwnika do odsłonięcia burty. Temistokles rozwiązał ten problem, polecając części eskadry ateńskiej upozorować ucieczkę i w ten sposób wciągnąć czoło floty perskiej głęboko w cieśninę; wówczas zaczajone za skałami Zatoki Ambelaki inne eskadry greckie mogłyby uderzyć wprost w bok formacji wroga. Czekał również na poranny, gwałtowny wiatr zachodni, dobrze znany Ateńczykom. Tymczasem wódz floty perskiej Ariabignes, przekonany, że Grecy ulegli demoralizacji i myślą tylko o ucieczce, przygotował prosty plan: gdyby przeciwnik cofnął się do dość obszernej Zatoki Eleuzyjskiej, zamknie ją swymi eskadrami z obu stron, wysadzi desant na Salaminie, ustawi wojska pod Megarą i zmusi pozbawionego zaplecza i możliwości wysuszenia kadłubów nieprzyjaciela do kapitulacji. Gdyby flota grecka lub jej część chciała jednak walczyć, jego okręty, uszykowane w zwarte szeregi z Jonami i Fenicjanami na skrzydłach, runą cieśniną i zmiotą mniej liczne jednostki Hellenów. Kserkses i jego admirał (wbrew obawom królowej Artemizji) byli przekonani, że cała bitwa – o ile w ogóle do niej dojdzie – rozegra się w północnej części zatoki. Swój pozłocisty tron kazał więc ustawić wysoko na stokach góry Ajgaleos, mniej więcej na wysokości Psyttalei.
Na dany sygnał tysiące wioseł zanurzyło się w wodę i flota ruszyła. Natychmiast jednak okazało się, że zbytnie nagromadzenie okrętów wiosłowych na niewielkim akwenie przysporzy jedynie kłopotów, tym bardziej, że zerwał się oczekiwany przez Ateńczyków wiatr. Nagle okręty lewego skrzydła perskiego (Jonowie) zaczęły zderzać się ze sobą, łamać wiosła, blokować drogę innym. W rezultacie co najmniej 800 jednostek zostało pozbawionych możliwości manewru. Tymczasem nieświadomi niczego Fenicjanie z prawego skrzydła posuwali się za „uciekającymi” Ateńczykami znacznie prędzej niż pozostałe eskadry. I wtedy zza skał Salaminy, u przylądka Tropaja, ukazały się triery greckie. Idące na czele okręty z Eginy i Sparty zaatakowały pierwsze. Tam, gdzie nie zadziałał taran, do szturmu po abordażu ruszali ciężkozbrojni hoplici.
Temistokles tymczasem jeszcze zwlekał. I dopiero gdy wiatr wzmógł się na tyle, że wysokie burty okrętów fenickich zaczęły ustawiać się bokiem do jego eskadry, dał rozkaz do ataku. Te jednostki pierwszego rzutu Fenicjan, które nie zostały staranowane lub zdobyte w ręcznej walce, rozbijały się na skałach attyckiego wybrzeża. Najwytrwalszy opór głównym siłom greckim, uderzającym z boku na całkowicie zdezorientowanego przeciwnika, stawili Jonowie; nim ulegli, zdołali zatopić co najmniej 8 trier helleńskich. Jednak Grecy mieli za sobą pierwszy sukces (Ariabignes poległ na samym początku starcia, innych wodzów swej armady Kserkses kazał ściąć, Artemizja i eskadra egipska uciekli), a Persom zabrakło woli walki. I gdy wiatr zmienił wreszcie kierunek na południowy, większość floty postawiła żagle uciekając w stronę Faleronu. Ścigały je greckie triery, taranując lub łamiąc wiosła powolniejszych jednostek.

## Techniki walki
Grecka triera w V wieku p.n.e. posiadała załogę składająca się z 200 ludzi, z czego 170 stanowili wolni, wysoce wykwalifikowani wioślarze, resztę zaś żeglarze i żołnierze piechoty morskiej. Przed bitwą maszty składano i chowano pod pokład, a manewr polegał bądź na taranowaniu, bądź też na podchodzeniu kontrkursem i łamaniu wioseł przeciwnika. Okaleczony w ten sposób okręt mógł jedynie kręcić się w kółko (chyba że posiadał pod pokładem odpowiedni zapas wioseł i niekontuzjowanych wioślarzy) i łatwo ulegał kolejnemu atakowi.
Triera z początku V wieku p.n.e. miała 38–41 m długości, 3–4 m szerokości oraz 0,9–1,2 m zanurzenia. Wiosła miały 4,25–4,5 m długości, a ich rytmem kierował należący do załogi flecista. Resztę załogi stanowili: kapitan zwany trierarchą, 15 marynarzy, 10 hoplitów (w warunkach bojowych do 40) i 4–5 łuczników. Wioślarze rozsadzeni byli następująco: rząd górny (tzw. thranite) – 31, środkowy (zygite) – 27 i dolny (thalamite) – 27, a więc 85 przy każdej z burt. W ramach taktyki okrętu wiosłowego epoki wyróżniano trzy manewry: periplus (flankowanie i taranowanie), diekplus (liniowe przełamywanie frontalnie ustawionej floty przeciwnika z łamaniem wioseł lub abordażem) oraz kyklos (pozycja defensywna, kołowa).
Technika walki floty perskiej jest mniej znana, ale wiadomo, że Jonowie, Kariowie i Cypryjczycy stosowali manewry podobne helleńskim, ale bez podobnej liczby ciężkozbrojnych hoplitów na pokładach. Fenicjanie polegali głównie na swych łucznikach i procarzach, a taranowania nie stosowali. O innych eskadrach podległych dowództwu perskiemu trudno cokolwiek powiedzieć.

## Po bitwie
Starcie pod Salaminą zostało wygrane przez Greków, ale wciąż jeszcze wielka flota perska stacjonowała w Zatoce Falerońskiej, dokonując napraw, uzupełniając stany i czekając na sprzyjający moment. Grecy zdawali sobie sprawę, że przy następnym starciu mogą ulec przeciwnikowi. Jednak Kserkses miał dość bitew morskich, postanowił więc pokonać flotę grecką nie za pomocą okrętów, ale grobli, jaką kazał zacząć sypać w poprzek cieśniny oraz wojsk lądowych rozstawianych wzdłuż wybrzeży Attyki i Megary.
Wraz z nastaniem października zaczęły się pierwsze jesienne sztormy. „Król królów” zorientował się, że na jakąkolwiek akcję jest już za późno: zbliżająca się zima mogła unicestwić resztę floty. Odwołał oblężenie, flocie kazał płynąć do Hellespontu, dokąd sam także ruszył na czele wielkiej armii lądowej. Dotarłszy do Tesalii, zostawił na leżach zimowych znaczne siły pod wodzą Mardoniosa i po 45 dniach uciążliwego marszu (zaczęły się już zimowe zamiecie) dotarł do Dardaneli, ale wielkiego mostu pontonowego już tam nie było – zniosły go jesienne burze. Przeprawiono więc wojska na pokładach okrętów, zezwolono na krótki popas w Abydos (Azja Mniejsza), skąd resztki świetnej armii pomaszerowały do Sardes.

## Znaczenie i skutki
Bitwa u brzegów Salaminy miała doniosłe znaczenie strategiczne. To zwycięstwo stało się punktem zwrotnym w wojnie. Chociaż bowiem flota perska straciła zaledwie 1/6 swego składu bojowego, to przecież wycofana przez Kserksesa oddała pole flocie sprzymierzonych, a tym samym pozbawiła armię lądową Mardoniosa morskich dróg zaopatrzenia. Wprawdzie Attyka i Beocja leżały w gruzach, sprzymierzeńcy znów zaczęli kłócić się między sobą, a w Tesalii stała potężna i wciąż groźna armia perska, to jednak ów wróg pozbawiony został raz na zawsze nimbu niezwyciężoności. Oskarżenie o „medyzm” nie było już czczym gadaniem, o czym wkrótce miały się przekonać idące w przeszłości na współpracę z wrogiem miasta-państwa greckie.
Za przegraną odpowiadał osobiście sam król, lecz nie zamierzał się do tego przyznać. Chciał nawet stracić fenickich kapitanów floty za domniemane tchórzostwo. Ci, oburzeni do żywego, wraz z Egipcjanami odpłynęli do swoich krajów. Król skierował się do Sardes, dowództwo przeszło w ręce doświadczonego weterana, Mardoniosa, dysponującego niemal wyłącznie siłami irańskimi. Mardonios, nie widząc szans przetrwania w ogołoconej i spalonej Attyce, wycofał się do Beocji.